# ميس موكي
ميس موكي (الاسم العلمي: Celtis mukii) هو نوع نباتي يتبع جنس الميس من فصيلة القنبية.